# Lomelosia macrochaete
Lomelosia macrochaete är en tvåhjärtbladig växtart som först beskrevs av Pierre Edmond Boissier och Heinrich Carl Haussknecht, och fick sitt nu gällande namn av J. Soják. Lomelosia macrochaete ingår i släktet Lomelosia och familjen Dipsacaceae. Inga underarter finns listade i Catalogue of Life.